# Новогригорьевка (Алтайский край)
Новогригорьевка — упразднённое село в Бурлинском районе Алтайского края. Входило в состав Михайловского сельсовета. Ликвидировано в 1962 г.

## История
Основано в 1909 году. В 1928 г. деревня Ново-Григорьевка состояла из 135 хозяйств, центр Ново-Григорьевского сельсовета Ново-Алексеевского района Славгородского округа Сибирского края. Сельскохозяйственная артель «10 лет Октября». С 1950 г. отделение колхоза «Прогресс».

## Население
В 1928 году в деревне проживало 700 человек (340 мужчин и 360 женщин), основное население — украинцы.